# Nederlandsch Economisch-Historisch Archief
Het Nederlandsch Economisch-Historisch Archief (NEHA) is een Nederlandse stichting voor economische geschiedenis sinds 1989 gevestigd in Amsterdam aan de Cruquiusweg in Amsterdam-Oost samen met het Internationaal Instituut voor Sociale Geschiedenis (IISG). Sinds 2005 zijn alle uitvoerende taken ondergebracht bij het IISG.    

## Geschiedenis
Het Nederlandsch Economisch-Historisch Archief werd in 1914 opgericht op initiatief van professor N.W. Posthumus. De oorspronkelijke vestigingsplaats was Den Haag. Voor deze stad werd gekozen vanwege de centrale ligging tussen de beide handelssteden Amsterdam en Rotterdam en de aanwezigheid van het Nationaal Archief en de Koninklijke Bibliotheek.
In de jaren voor de Eerste Wereldoorlog verdwenen veel bedrijfsarchieven of ze dreigden te verdwijnen. Dat zou het onderzoek naar de economische geschiedenis zeer bemoeilijken. Om dat te voorkomen werd op advies van de commissie-Posthumus het NEHA opgericht. De oprichting ervan betekende een stimulans voor de beoefening van de bedrijfsgeschiedenis. Posthumus werd er directeur-secretaris.

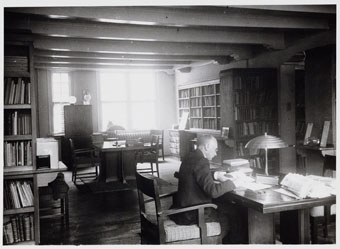
Bibliotheek van het NEHA in 1934

Het NEHA richtte zich op het behoud en het toegankelijk maken van particuliere economisch historische archieven. In de eerste twintig jaar van zijn bestaan verwierf het 108 van dergelijke archieven. In die periode hield het NEHA zich ook bezig met het verzamelen van sociaal-historisch bronnenmateriaal, maar dit werd overgedragen aan het Internationaal Instituut voor Sociale Geschiedenis (IISG), toen dat in 1935 – eveneens door Posthumus – werd opgericht.
Toen het IISG in 1989 zijn nieuwe behuizing aan de Cruquiusweg in Amsterdam-Oost betrok, verhuisde het NEHA eveneens naar Amsterdam en gingen beide instituten nauw samenwerken. In 2005 trad er een structurele verandering op: de vereniging NEHA (die van 1914 tot 2004 had bestaan) werd omgevormd tot een stichting en de uitvoerende taken van de vereniging werden ondergebracht bij het IISG. Sinds dat jaar brengt het IISG aan het NEHA jaarlijks een rapportage uit over de uitvoering van de taken op het gebied van de economische geschiedenis.
In opdracht van het NEHA en het IISG geeft Amsterdam University Press het Tijdschrift voor Sociale en Economische Geschiedenis uit. Dit tijdschrift verschijnt viermaal per jaar. 
Het NEHA houdt tevens een bijzondere leerstoel bedrijfsgeschiedenis in stand. Sinds januari 2012 wordt deze leerstoel aan de Universiteit van Amsterdam bekleed door professor Joost Jonker.